# Guilty All the Same
«Guilty All the Same» —en español: «Culpable de todos modos»— es una canción de la banda de rock Linkin Park y el primer sencillo de su sexto álbum de estudio, The Hunting Party. Cuenta con la participación del rapero Rakim, quien fue miembro del dúo Eric B. & Rakim en la llamada «edad de oro» del hip hop. La canción se estrenó el 6 de marzo de 2014 y el mismo día también se publicó una versión para radio en la cual se omitía la parte de Rakim.

## Estreno y recepción
La canción se publicó el 6 de marzo y su descarga estuvo disponible a través de la popular aplicación para teléfonos móviles Shazam. Está producida por la propia banda ya que decidieron no tener productores para la composición del próximo álbum. Tarun Mazumdar de International Business Times escribió una reseña positiva sobre la canción, señaló que «las voces se complementan de manera agradable con toda la instrumentación» y elogió el solo de rap de Rakim.

## Composición
En una entrevista para Radio.com, Mike Shinoda y Chester Bennington expresaron que «Guilty All the Same» era la canción perfecta para volver a presentar a la banda y «un buen vistazo al ADN del próximo álbum»:

«Hace unos meses estaba haciendo algunos demos y componiendo esto y me sonaba como algo que podría escuchar en la radio», explicó Shinoda. «Escucho mucha música independiente... y al oír los demos que estaba haciendo, me daba cuenta que no quería hacer esa clase de música. ¿Qué es lo que no se escucha actualmente que a mí me encanta, lo que me emociona pero aún no existe? Eso terminó siendo este nuevo material».

Al respecto de la inclusión de Rakim, Shinoda afirmó que quería hacer algo en la canción que sorprendiera al público y una de sus ideas era invitar al rapero, uno de sus ídolos de la juventud. Gracias a un ingeniero de sonido de la banda allegado a la gente de Rakim, Shinoda finalmente se pudo contactar con él e invitarlo al estudio. El resultado fue la adición de un solo de rap que, según Bennington, es «una de las partes más destacadas de la canción».

## Formato
- Digital

| N.º | Título                            | Duración |  |
| 1.  | «Guilty All the Same» (con Rakim) | 5:55     |  |

## Músicos

### Linkin Park
- Chester Bennington: voz
- Rob Bourdon: batería, coros
- Brad Delson: guitarra líder, coros
- Joe Hahn: disk jockey, coros
- Mike Shinoda: voz, guitarra ritmíca, piano
- Dave Farrell: bajo, coros

### Músicos agiuntivós
- Rakim - rapping

## Posicionamiento en listas
| País           | Lista                  | Mejor posición |
| 2014           | 2014                   | 2014           |
| -------------- | ---------------------- | -------------- |
| Alemania       | German Singles Chart   | 32             |
| Austria        | Austrian Singles Chart | 48             |
| Estados Unidos | Alternative Songs      | 21             |
| Estados Unidos | Mainstream Rock Tracks | 1              |
| Estados Unidos | Rock Airplay           | 8              |
| Estados Unidos | Rock Songs             | 19             |
| Francia        | French Singles Chart   | 116            |
| Reino Unido    | UK Rock & Metal        | 3              |
| Reino Unido    | UK Singles Chart       | 138            |
| Suiza          | Swiss Singles Chart    | 50             |

| País           | Lista                  | Posición |
| 2014           | 2014                   | 2014     |
| -------------- | ---------------------- | -------- |
| Estados Unidos | Mainstream Rock Tracks | 13       |
| Estados Unidos | Rock Airplay           | 31       |
| Estados Unidos | Rock Songs             | 54       |

### Sucesión en listas
| Predecesor: «Take Out the Gunman» de Chevelle | Mainstream Rock Songs — Sencillo número uno 17 de mayo de 2014 — 6 de junio de 2014 | Sucesor: «Torn to Pieces» de Pop Evil |